# Parafia Najświętszego Serca Jezusowego w Gniazdowie
Parafia Najświętszego Serca Jezusowego w Gniazdowie – parafia rzymskokatolicka, znajdująca się w archidiecezji częstochowskiej, w dekanacie koziegłowskim.